# 威廉·江恩
威廉·江恩（William Delbert Gann，1878年6月6日—1955年6月18日），二十世纪的金融交易员，以《甘氏理論》聞名，一生中经历了第一次世界大战、1929年的股市大崩溃、30年代的大萧条和第二次世界大战，傳說曾赚取了5,000多万美元利润。

## 生平
威廉·江恩出生於美國得克薩斯州的拉夫金（Lufkin）的一個愛爾蘭裔移民棉農家庭。他的父親山姆·休斯頓·江恩和母親蘇珊·R·江恩都是虔誠的基督教徒，因此江恩從小就在濃厚的基督教循道會的環境下長大，熟讀聖經，他宣稱，在聖經之中，發現了市場循環理論。江恩是家中長子，由於家境貧寒弟妹眾多，只有十幾歲的江恩便放棄學業在火車上販賣香菸報紙。
1901年，已經在特克薩卡納一家棉花交易所作經紀人的江恩與第一任妻子麗娜·梅·史密斯（Rena May Smith）結婚，這段短暫的婚姻以離婚結束，期間他們育有2個女兒，1904年江恩隻身到紐約發展，在股票經紀公司做操盤手。1908年江恩與第二任妻子賽迪（Sadie）結婚，他們生了1個女兒和1個兒子。
1909年江恩的交易技巧引起了人們的注意，《股票行情和投資文摘》雜誌對他進行了專訪，在受到嚴格監視的25個交易日裡，江恩使本金增值了10倍而名聲大噪。1919年江恩辭去了工作，開始了自己諮詢和出版事業，出版《供需通訊》，這個通訊既包括股票也包括商業資訊，並且提供給讀者每年的市場走勢預測，這些預測的準確性使江恩變得越發具有魅力。1923年江恩出了自己的第一本書《股票行情的真諦》（The Truth of the stock Tape）（簡體中文版譯為《江恩股市定律》），之後他陸續又出了十幾本書，此外江恩還舉辦課程和講座，雖然收費貴得驚人，但仍然吸引大量聽眾。
江恩為完善自己的理論，曾經去世界各地旅行，他去過英國、埃及、南美、古巴甚至印度，他長時間逗留在大英博物館，查閱一百年來的投資市場的數據，1932年，他還買了一架銀星型（Silver Star）飛機，以便能夠在空中查看農作物的收成。
江恩於49歲時寫了一本著作—1927年出版的《空中通道》更字字玄機，本是愛情小說，但實是隱匿地證明江恩對天文學及占星學的瞭解。他生日在1906年6月10日，這天出現五星連珠的星象相位，火星、木星、太陽、水星及冥王星集結在雙子座17至22至之間，在他出生之前兩個月，舊金山發生了大地震，一年之後的春天綿花收成有困難，及至秋天又發生金融恐慌，這亦證明江恩理論引用了大量天文學及占星學發展而成。
江恩在1949年出版了他最後一本重要著作《在華爾街45年》，此時江恩已是72歲高齡，他披露了縱橫市場數十年的取勝之道。其中江恩十二條買賣規則是江恩操作系統的重要組成部分，江恩在操作中還制定了二十一條買賣守則，江恩嚴格地按照十二條買賣規則和二十一條買賣守則進行操作。
1942年江恩的妻子賽迪去世，1950年，江恩因健康原因將生意賣給他的合夥人愛得華·蘭伯特（Edward Lambert），自己則搬到邁阿密居住，1954年江恩被發現患有胃癌，於1955年6月18日去世，享年77歲。
後來學者亞歷山大‧艾爾德訪問甘氏的兒子，後者說：「他那位著名的父親根本沒有能力靠交易為生，僅能夠編寫一些教材來養家活口。」江恩死後，只留下一棟房子，加上10萬美金，而不是外界所傳聞的5000萬美金。
不過，也有人說江恩是神秘的共濟會成員，他的財產都捐獻給共濟會了。在一篇來自他兒子約翰(John) 的專訪中， 記者有一段話， 值得深深咀嚼： 『…… 據稱甘氏在股票和商品期貨上， 賺取超過5000 萬美元的巨大利潤，雖然和其他投資大師相比，他的財富不算什麼，但是重要的是，他是靠自己的分析理論，賺取了他應得的財富』。
此段與上述亞歷山大‧艾爾德訪問甘氏的兒子的敘述，無法保證資料的確實性，應以中性立場看待，及再尋找真實答案，避免主觀有失偏頗。
1983年美國市場分析師聯會(Market Technicians Association，簡稱MTA)把年度大獎頒發於江恩並由約江恩的兒子約翰江恩(John L. Gann)領受。

## 江恩理論
江恩理論是一種用來預測市場走勢的技術分析方法。它基於早期的技術分析工具，並將這些工具進行了改進和整合，以幫助交易員更好地了解市場的走勢和趨勢。江恩理論最初由技術分析家威廉·德拉莫·江恩（William Delbert Gann）在20世紀初期開發，並在接下來的幾十年中被廣泛使用。除了時間和價格之間的比例關係以及支撐和阻力水平的概念，江恩理論還包括其他重要的概念，如江恩角度線、江恩輪中輪、江恩時間周期和江恩支持等。江恩理論的核心是時間和價格的關係。江恩發現，市場的變化可以通過研究時間和價格之間的比例關係來預測。他發現，市場中的許多趨勢都是以時間和價格之間的固定比例進行波動的。江恩理論中最著名的比例關係是1:1、1:2和1:3。這些比例關係可以用來預測市場中的重要轉折點和趨勢反轉。例如，當市場上漲或下跌25％的時候，它通常會在接下來的1/3時間內回調。這個比例可以被用來預測未來的市場走勢。此外，江恩理論還包括其他比例關係，如1:4、1:8和1:16等等。這些比例關係可以用來預測市場中更小的波動和轉折點。江恩理論還包括支撐和阻力水平的概念。支撐水平是指股票或其他資產的價格下跌到一個特定水平時，可能會得到支撐而反彈。阻力水平則是指股票或其他資產的價格上漲到一個特定水平時，可能會受到阻力而回落。江恩理論建議交易員在進行交易時應該關注這些支撐和阻力水平。如果股票或其他資產的價格接近支撐水平，這可能是一個買入的好時機。相反，如果股票或其他資產的價格接近阻力水平，這可能是一個賣出的好時機。

## 江恩轉勢日
江恩轉勢日是江恩的重要工具，江恩理論創立人威廉•江恩（Willian D.Gann）是二十世紀最著名的投資家之一。過百年來世界上無數的技術分析追隨者都希望掌握江恩理論，但苦無求學之門。江恩理論如江恩所言「我們擁有一切天文學及數學上的證明，以決定市場的機何角度為什麼及如何影響市場的趨勢，如果你學習時有所進步，而又證明你是值得教導話，我會給你一個主宰的數字及主宰的字句。」，江恩通過數學、幾何學、宗教、天文學等的自然法則去套用在股市預測學上。他在股票和期貨市場上的驕人成績至今無人可比。而江恩理論中有很多方法是計算股市時間週期，而其中一個是「江恩轉勢日」。
江恩認為當時間及價格成了特定的比率，將會發生時間價格共振(Time-Price Harmonic)而產生轉勢。時間像頻率的振盪，皆以循環，和諧，比例的運行。頻率大多是有固定的頻道，週期，振盪。只要確定波動的頻率，就能預測時間及價格的走勢。江恩強調「按照我的方法，最重要要有一個正確的開始起點，有了正確的開始，就有正確的結果。」並經常引用聖經中「已有的事後必再有，已行的事後必再行，日光之下並無新事。」日光之下並無新事，看似虛無縹緲。但事實上當中包含極深的道理。
「當時間到達，成交量將推動價位升跌。」，江恩理論以時間為主因，價格及成交量只是果。我們只要在正確的起點，研究股票過去的走勢便能正確的預測將來的轉勢日及時間。江恩理論中明確指出時間是決定市場走勢的最重要的因素。因為時間可以超越價格。當時間到達，成交量將推動價位升跌。所以只要時間到了，相關的消息及價位元就會自然出現。對於市場的交易者或預測者，特別是期權或衍生工具的交易者，時間的價值對於交易能否獲利極重要。

## 传奇
他所有的教育都来自于自学。作为一名教师，作家和先知的预言家，他只受过三年级的正式教育，但他从未停止过学习。
他最为人瞩目的故事是1909年10月在《股票行情和投资》杂志工作人员的监察下，在二十五个市场交易日中共进行了286次交易，平均20分钟1次，其中，有264次获利，损失只有22次，获利率竟达92.3%，使初始资金增长了1000%。
还有一次，江恩的朋友William Gilley回忆；江恩预测1909年9月小麦期权将会见1.20美元。但到了9月30日芝加哥時間12时，该期权仍然在1.08美元之下徘徊，江恩的预测眼看就要落空。江恩对此说：如果今日收市时不见1.20美元，将表示我整套分析方法都有错误。不管现在是什么价，小麦一定要见1.20美元。结果，在收市前一小时，小麦冲上1.20美元，震动了整个市场，该合约不偏不倚，正好在1.20美元收市。
江恩在1928年11月3日出版的第二年展望中，预言了1929年的股市大崩盘，1929年10月29日道·琼斯指数一天下跌了23%，引发了美国30年代的大萧条，及引发世界经济危机，這一場大崩盤中，20 世紀最為著名的英國經濟學家約翰.梅納德‧ 凱恩斯(John Maynard Keynes) ，及被譽為華爾街證券分析之父的班傑明.葛拉漢(Benjamin Graham) 都沒能逃過，損失幾近破產。
除了预测市场外，江恩还对美国总统选举结果，大战结束的时间等，进行预测。

## 著作
- 《股票行情真理》
- 《江恩选股方略》
- 《江恩测市法则》
- 《面对真实的美国！展望1950》...小冊子
- 《如何在商品交易中获利》
- 《华尔街45年》
- 《怎样在选择权买卖中获利》
- 《时光隧道-自1940年回顾》
- 《神奇的字句》...小冊子